# Oxford Shul
La Oxford Shul se encuentra en Riviera, Johannesburgo, Sudáfrica cerca de los suburbios de Saxonwold, Houghton y Killarney. Ha existido por más de 60 años.
La Sinagoga ofrece servicios regulares, por la mañana y por la noche (siete días a la semana). Es un lugar utilizado para casamientos, Bar-Mitzvah y otras ceremonias del ciclo de vida judío. La sinagoga también ofrece educación para adultos y servicios especiales para los niños, jóvenes y ancianos, además de las actividades culturales y sociales.
El liderazgo espiritual es proporcionado por el rabino Yossi Chaikin, que ha prestado servicios a la congregación desde 2000. Se ofrecen sermones y numerosos shiurim (clases de religión).